# Corrent Nova Esquerra
Corrent Nova Esquerra (grec Νέο Αριστερό Ρεύμα, Neo Aristero Revma, NAR) fou un grup polític grec format a finals de 1989 per militants de les Joventuts Comunistes de Grècia (KNE), disconformes amb el fet que el Partit Comunista de Grècia (KKE) formés un govern de coalició amb Nova Democràcia després de les eleccions legislatives gregues de juny de 1989. Un dels seus principals dirigents fou Kostas Kappos, diputat pel KKE.
El NAR participà en les eleccions de 1990 com a "Neo Aristero Revma - Laiki Antipoliteusi" (Νέο Αριστερό Ρεύμα - Λαϊκή Αντιπολίτευση) i va obtenir 14,365 votes (0,22%). A les eleccions legislatives gregues de 1993 es va unir a la coalició Lluita d'Esquerra amb el Moviment Comunista Revolutionari de Grècia (EKKE), Partit Comunista de Grècia (marxista-leninista) i el Partit Revolucionari dels Treballadors (EEK), que va obtenir 8,160 vots, que augmentaren lleugerament a 10,443 vots a les eleccions de 1996.
Des de 1999, NAR, EKKE, EEK i l'Organització Comunista Independent de Serres (AKOS) crearen el Front d'Esquerra Radical (MERA).